# The Cheviot, the Stag and the Black, Black Oil
The Cheviot, the Stag and the Black, Black Oil is een toneelstuk van de Britse auteur John McGrath, voor het eerst als lezing opgevoerd in Edinburgh op 31 maart 1973. Op 24 april 1973 werd het werk de eerste keer als volwaardig toneelstuk opgevoerd in Aberdeen. Het is een muzikaal spektakel met teksten in zowel het Engels als het Schots-Gaelisch, dat van de structuur van een Schotse cèilidh gebruikmaakt om de geschiedenis van Clearances op kritische wijze uit te doeken te doen. McGrath, een Engelsman met een sterke belangstelling voor de Schotse cultuur, argumenteerde vanuit zijn socialistische overtuiging dat de Clearances nooit waren opgehouden, maar dat de bevolking van de Schotse Hooglanden in de late twintigste eeuw nog steeds werd verdreven en uitgebuit.
Het stuk ging op tournee door de Schotse Hooglanden, de Buiten-Hebriden en de Orkneyeilanden. Het werd in de jaren zeventig ruim honderdmaal opgevoerd en gezien door meer dan 30.000 toeschouwers. De BBC maakte een opname van het toneelstuk voor het programma Play for Today, die tweemaal werd uitgezonden. De naam van McGraths gezelschap, 7:84 Theatre Company, was gebaseerd op een artikel van The Economist uit 1966 dat stelde dat 7% van de bevolking van Groot-Brittannië 84% van het kapitaal in handen had.

## Samenvatting
Aangezien het werk op een cèilidh gebaseerd is, is het de bedoeling dat het publiek zoveel mogelijk meedanst. Er wordt fiddle, accordeon en basgitaar gespeeld en in beide talen gezongen.
Het stuk heeft een min of meer chronologische opbouw, die door de ceremoniemeester en door voorlezers wordt uitgelegd. Het begint in 1746 na de Slag bij Culloden, toen de Gaelische taal verboden werd. Mijnheer Sellar adviseert de markies van Stafford zijn primitieve pachters te verdrijven om het land voor Cheviotschapen te gebruiken, die veel winstgevender zijn. Zes lezers geven voorbeelden van plaatselijke veldslagen tussen boeren en landeigenaren.
Langzamerhand breekt het victoriaans tijdperk aan. Iemand draagt een bombastisch gedicht voor ter nagedachtenis aan George Leveson-Gower, eerste hertog van Sutherland, die een zware verantwoordelijkheid voor de ontruiming van de Hooglanden droeg. Harriet Beecher Stowe komt iets vertellen over die arme Schotten, over wie ze een nieuw boek wil schrijven, en wordt uitgejouwd met schaapgeluiden. Thomas Douglas, Lord Selkirk, stelt zijn plan voor om de verpauperde bevolking naar zijn Canadese kolonie te transporteren. Een 'stoere Hooglander' in Canada wordt aangevallen door de indianen en roept Walla Walla Wooskie! om ze af te weren. Het hele publiek moet Walla Walla Wooskie! scanderen. Deze potsierlijke scène heeft veel weg van een pantomime. Veel kolonisten overlijden aan besmettelijke ziekten.
Koningin Victoria vindt de Hooglanden prachtig. Het is de late negentiende eeuw en de regio wordt een toeristische attractie. Een laird, Lord Crask, gaat op herten jagen met Lady Phosphate. De laird kan de naam van zijn ghillie niet onthouden. Lord en Lady zingen een lied waarin ze alles in Schotland zo heerlijk vinden en tonen dat ze de heersende klasse zijn.
In de twintigste eeuw komen investeerders naar de Schotse Hooglanden. Vijf ceremoniemeesters beschrijven hoe de autoriteiten actief poogden de Gaelische taal uit te roeien, met het oog op beschaving van de lokale bevolking. Nu maakte de aristocraat plaats voor de grote industrieel. Er worden namen opgesomd van allerhande bedrijven en conglomeraten die zich land en grondstoffen toe-eigenen. Dan betreedt Texas Jim de scène, want er is aardolie in de zee ontdekt. Texas Jim spreekt in Amerikaanse clichés en is extreem vrolijk.
In de laatste scènes wordt het land verdeeld onder oliemagnaten; niemand heeft de controle over de aandelen en de Britse regering is inefficiënt. De oliebedrijven kopen het land op en worden de nieuwe huisbazen van de bevolking. De oude Gaels, voor zover ze nog Gaelisch spreken, zijn de grote verliezers: zij hebben nooit hun eigen land bezeten. Eerst was er het schaap, toen het hert en nu de olie. De Gaelische zangeres spreekt nu vooral Engels. Het stuk eindigt met een Gaelisch lied van Mary MacPherson, die in de late negentiende eeuw van het eiland Skye verdreven werd.

## Receptie
The Cheviot, the Stag and the Black, Black Oil was in de jaren zeventig een zeer bekend Brits toneelstuk. Van 11 tot 13 december 1973 werd het ook in Brussel en Gent opgevoerd.
McGrath overleed in 2002. Het Dundee Rep Theatre blies het stuk in 2015 nieuw leven in, wat leidde tot een herneming door het National Theatre of Scotland onder regie van Joe Douglas, die in 2019 voor uitverkochte zalen speelde.